# Медоварцево
Медова́рцево — деревня в Вачском районе Нижегородской области, административный центр Арефинского сельсовета.

## История
Деревня впервые упомянута в писцовых книгах 1628-30 годов в числе вотчинных деревень боярина Ивана Никитича Романова, в ней было 14 дворов крестьянских, 7 бобыльских и 7 дворов пустых. В окладных книгах 1676 года в составе Арефинского прихода, в ней был 1 двор крестьянский.
В конце XIX — начале XX века деревня входила в состав Арефинской волости Муромского уезда Владимирской губернии. В 1859 году в деревне числилось 83 дворов, в 1905 году — 98 дворов, в 1926 году — 139 дворов. 
С 1929 года деревня являлась центром Медоварцевского сельсовета Вачского района Горьковского края, с 1936 года — в составе Горьковской области, с 1954 года — в составе Епифановского сельсовета, с 2009 года — в составе Арефинского сельсовета.

## Население
| 1859 | 1897 | 1905 | 1926 | 1999 | 2002 | 2010 |
| ---- | ---- | ---- | ---- | ---- | ---- | ---- |
| 587  | ↗637 | ↗640 | ↗666 | ↘230 | ↘201 | ↘173 |